# Gymnoloma pusilla
Gymnoloma pusilla är en skalbaggsart som beskrevs av Louis Albert Péringuey 1902. Gymnoloma pusilla ingår i släktet Gymnoloma och familjen Melolonthidae. Inga underarter finns listade i Catalogue of Life.